# Bitxo de Girona

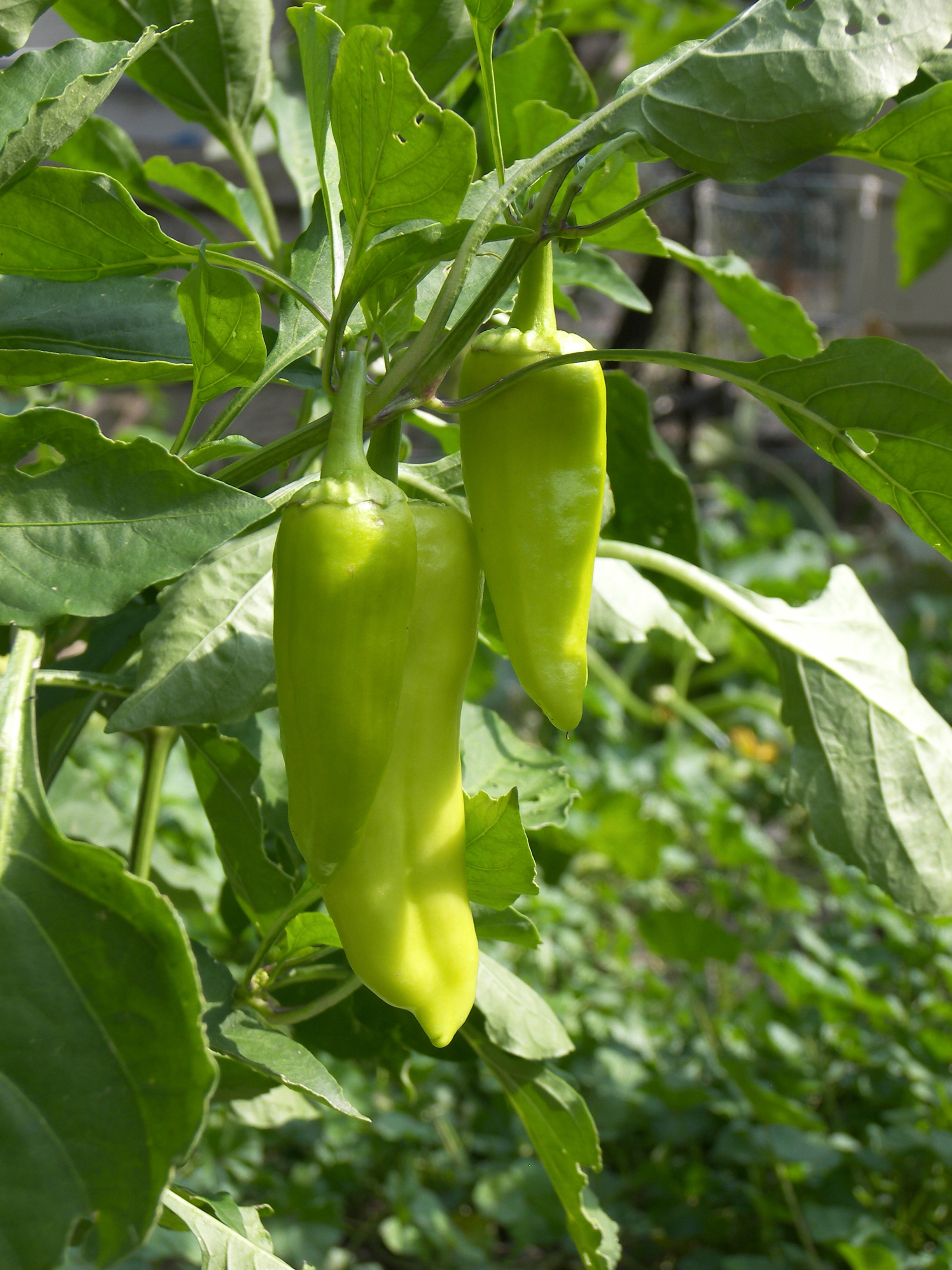
Bitxos de girona

El bitxo de Girona és una varietat de pebrot de forma allargada i prima. Color groguenc verdós de pell molt fina. D'aroma intens i un punt de dolç. Es consumeix fresc, en conserva, escalivat o fregit. Es cull a mitjan juliol fins a la tardor.